# Macrobiotus naskreckii
Espèce
Macrobiotus naskreckii est une espèce de tardigrades de la famille des Macrobiotidae.

## Distribution
Cette espèce est endémique du Mozambique. Elle a été découverte dans le parc national de Gorongosa.

## Publication originale
- Bąkowski, Roszkowska, Gawlak & Kaczmarek, 2016 : Macrobiotus naskreckii sp. nov., a new tardigrade (Eutardigrada: Macrobiotidae) of the hufelandi group from Mozambique. Annales Zoologici, vol. 66, no 2, p. 155-164.